# كأس التحدي الإسكتلندي 2017–18
كأس التحدي الإسكتلندي 2017–18 (بالإنجليزية: 2017–18 Scottish Challenge Cup)‏ هو موسم من كأس التحدي الإسكتلندي ‏. كان عدد الأندية المشاركة فيه 56، وفاز فيه نادي إنفرنيس.